# Syncerus caffer
Il bufalo africano o bufalo del Capo (Syncerus caffer (Sparrman, 1779)) è una grande specie di bovino dell'Africa subsahariana. La sottospecie Syncerus caffer caffer, comunemente nota come bufalo cafro, è la sottospecie tipica nonché la più grande, e si trova nell'Africa meridionale ed orientale. 
La sottospecie S. c. nanus, nota come bufalo di foresta africano, è la sottospecie più piccola, e contrariamente alla sua controparte delle savane predilige le aree di foresta dell'Africa centrale ed occidentale. La sottospecie S. c. brachyceros è presente nell'Africa occidentale, mentre S. c. aequinoctialis si trova nelle savane dell'Africa orientale. Le massicce corna del bufalo africano adulto sono il suo tratto caratteristico: le basi delle corna sono fuse, formando uno scudo osseo continuo sulla sommità della testa denominato "capo". Sono ampiamente considerati tra gli animali più pericolosi del continente africano e, secondo alcune stime, incornano, calpestano e uccidono oltre 200 persone ogni anno.
Il bufalo africano non è un antenato dei bovini domestici ed è solo lontanamente imparentato con altri bovini più grandi. Il temperamento imprevedibile di questa bestia ha reso impossibile il suo addomesticamento, a differenza della sua controparte asiatica, il bufalo d'acqua (Bubalus bubalis). I bufali africani hanno pochi predatori a parte i leoni e grandi coccodrilli. In quanto membro di Big Five, il bufalo africano è un trofeo ricercato nella caccia sportiva.

## Descrizione

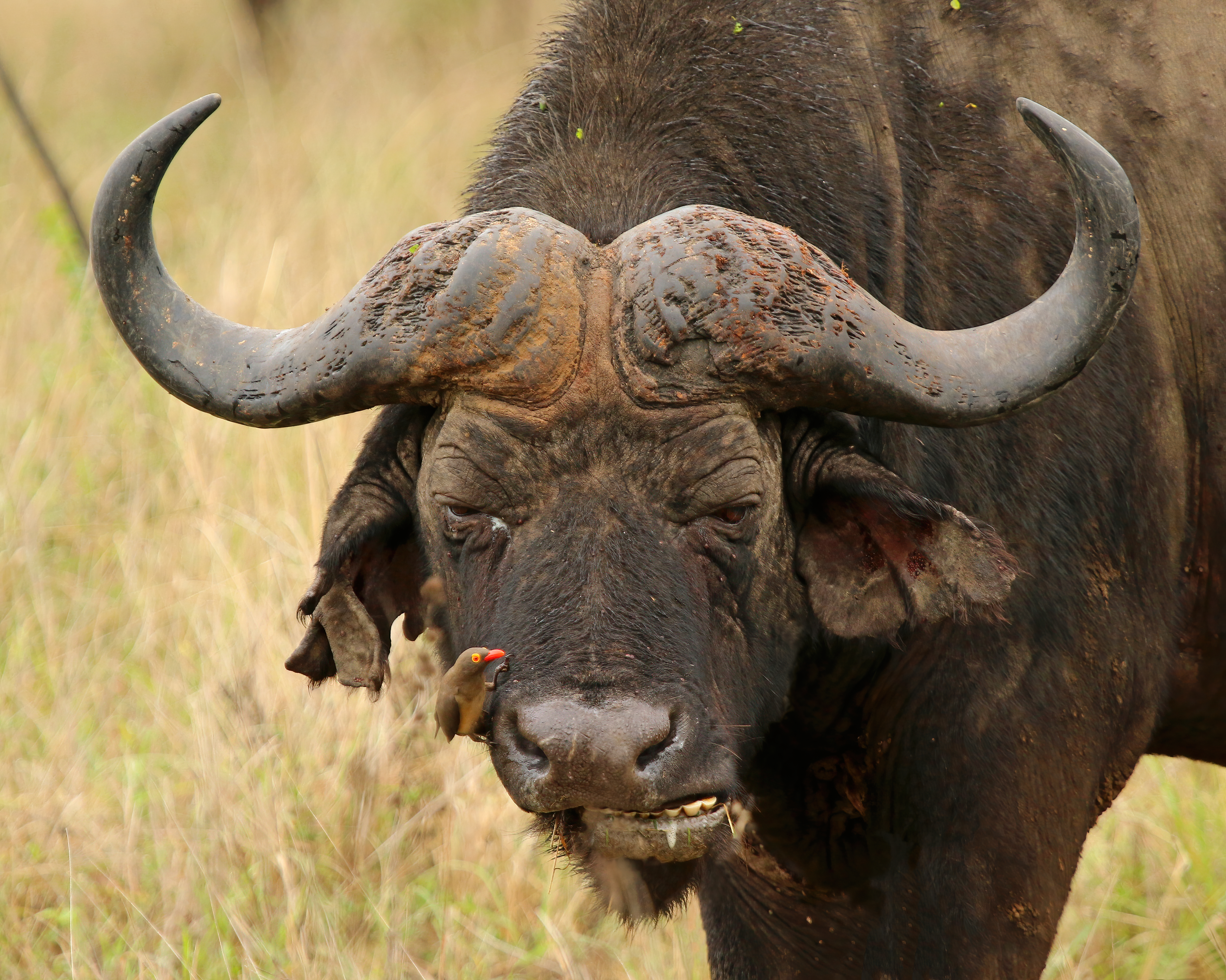
I bufali cafri hanno una relazione simbiotica con le bufaghe beccorosso, che li liberano dai parassiti

Il bufalo africano è una specie molto robusta. La sua altezza al garrese può variare da 1,0 a 1,7 metri e la lunghezza dalla testa alla coda può variare da 1,7 a 3,4 metri. Rispetto ad altri bovidi di grandi dimensioni, ha un corpo lungo ma tozzo (la lunghezza del corpo può superare quella del bufalo d'acqua selvatico, che è più pesante e alto) con zampe corte e tozze, risultando in un'altezza relativamente bassa. La lunghezza della coda può variare da 70 a 110 centimetri. I bufali cafri delle savane possono pesare da 500 a 1.000 kg, con i maschi normalmente più grandi e pesanti delle femmine. In confronto, i bufali di foresta africani, raggiungono un peso da 250 a 450 kg e sono solo la metà della taglia della loro controparte delle savane. Il capo viene tenuto relativamente basso; generalmente la testa non viene alzata sopra l'altezza delle spalle. Gli zoccoli degli arti anteriori del bufalo sono più larghi dei posteriori, per via della necessità di sostenere il peso della parte anteriore del corpo che è più pesante e più muscolosa della parte posteriore.
I bufali cafri assumono un mantello nero o marrone scuro con l'età. Gli esemplari più vecchi hanno spesso cerchi biancastri intorno agli occhi e sul viso. Le femmine tendono ad avere mantelli più rossastri. I bufali di foresta sono più piccoli del 30-40%, di colore bruno-rossastro, e con peli molto più lunghi intorno alle orecchie. Anche la forma delle corna è diversa in quanto queste si curvano all'indietro e leggermente verso l'alto. I vitelli di entrambe le sottospecie hanno un mantello rossastro.
Una caratteristica delle corna del bufalo africano maschio adulto (popolazioni meridionali e orientali) è che le basi di entrambe le corna sono fuse insieme, formando uno scudo denominato "capo". Dalla base, le corna divergono verso il basso, per poi incurvarsi dolcemente verso l'alto e, in alcuni casi, verso l'esterno, o all'indietro. Negli esemplari più grandi, la distanza tra le estremità delle corna può arrivare fino ad un metro (il record è di 1,64 metri). Le corna si formano completamente quando l'animale raggiunge i 5-6 anni d'età, ma i "capi" non diventeranno consistenti, robusti e rigidi fino al raggiungimento degli 8-9 anni di vita. Nelle femmine le corna sono, in media, del 10-20% più piccole e non presentano un capo. Le corna del bufalo di foresta sono più piccole di quelle del bufalo cafro dell'Africa meridionale e orientale, misurando solitamente meno di 40 centimetri (16 pollici); le loro basi, inoltre, non si fondono mai.

## Biologia

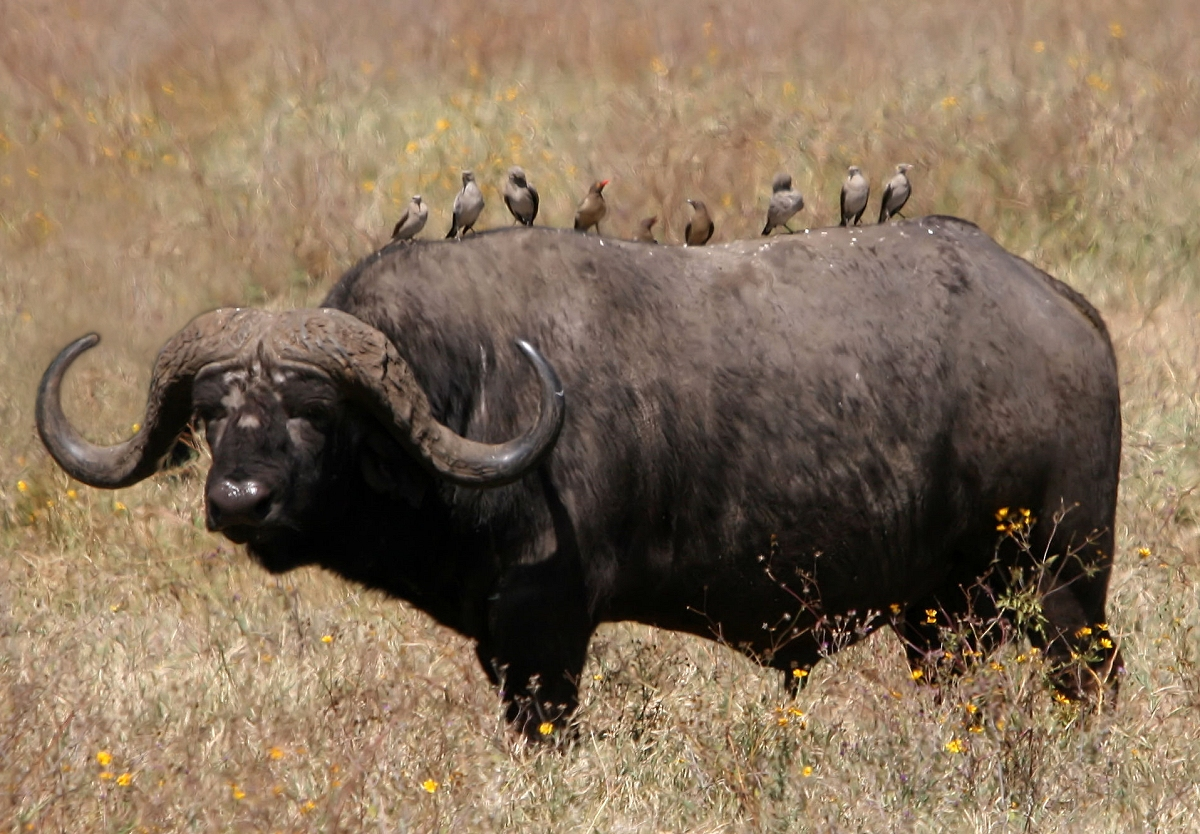
Un bufalo con uccelli che lo liberano dai parassiti nel Ngorongoro.

Come quasi tutti gli artiodattili è strettamente erbivoro. Vive in grossi branchi che possono arrivare a contare anche 400 individui. Questi branchi sono composti generalmente da femmine, piccoli e giovani, mentre i maschi adulti sono per buona parte dell'anno solitari e sedentari e si ricongiungono al branco solo durante la stagione dell'accoppiamento. Questi branchi sono diretti da una o più guide che possono essere sia maschi che femmine, che non sono necessariamente gli individui dominanti.
La stagione delle piogge mette in funzione l'orologio biologico di questi animali: al termine delle piogge, infatti, le femmine entrano in calore e dopo dieci mesi di gestazione daranno contemporaneamente alla luce numerosi piccoli.
Il bufalo cafro è considerato uno degli animali più pericolosi d'Africa, per via del suo carattere aggressivo e la sua immensa forza. Grazie alle poderose corna un bufalo nero può difendersi anche da un leone. Molto spesso questi felini sono messi in fuga da maschi solitari o in certi casi, se tentano di attaccare i piccoli protetti all'interno del branco, da centinaia di individui adulti che li caricano.
Il bufalo africano ama fare bagni nell'acqua e nel fango. Questi bagni gli sono molto utili per liberarsi dai parassiti e per la termoregolazione. I bufali comunque hanno anche un altro modo per tenere a bada i parassiti: lasciano poggiare sul loro corpo diversi uccelli, come le bufaghe e gli aironi guardabuoi, che li ripuliscono dagli animaletti indesiderati.

## Sottospecie
Il bufalo africano conta cinque sottospecie:

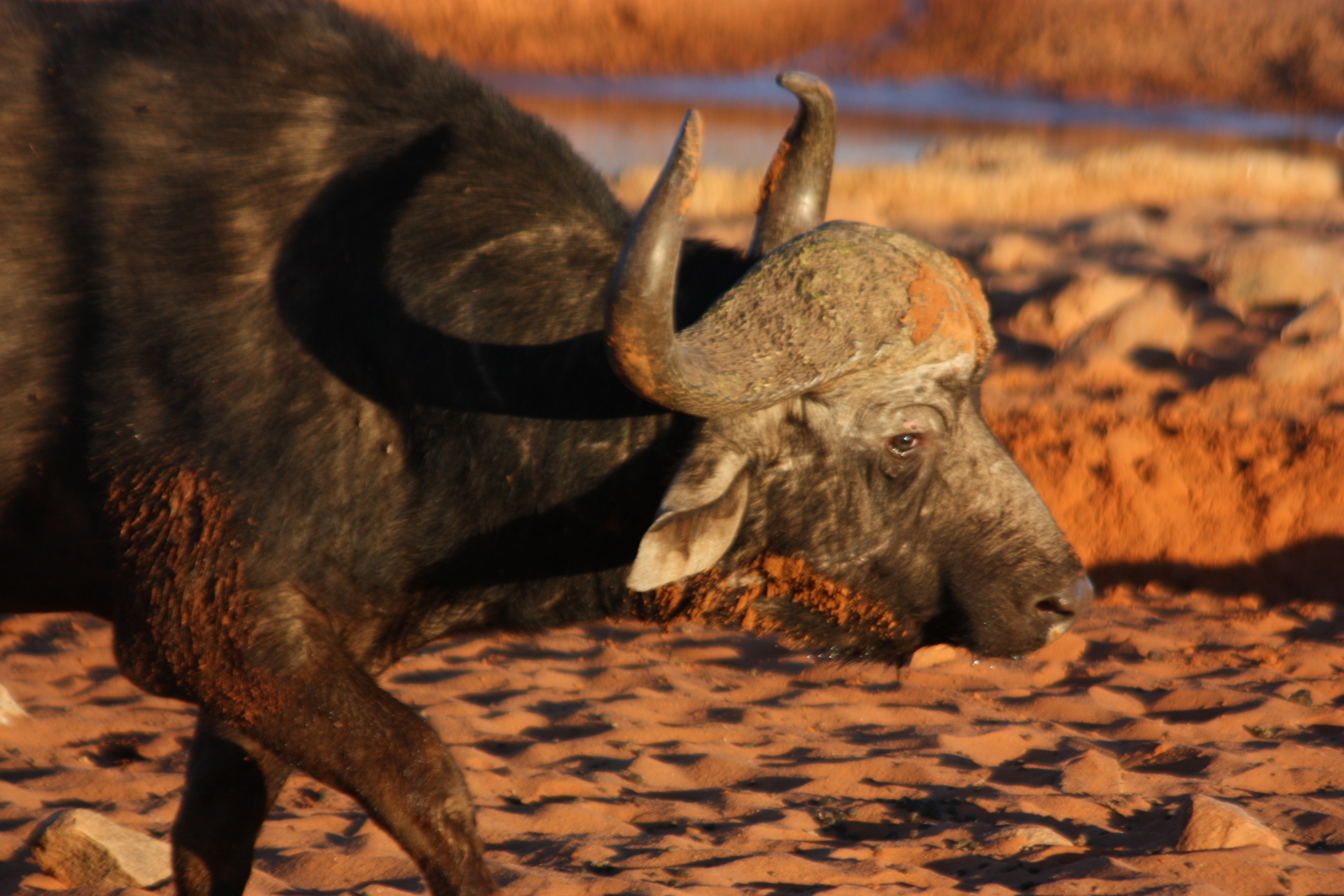
Bufalo cafro (S. c. caffer)

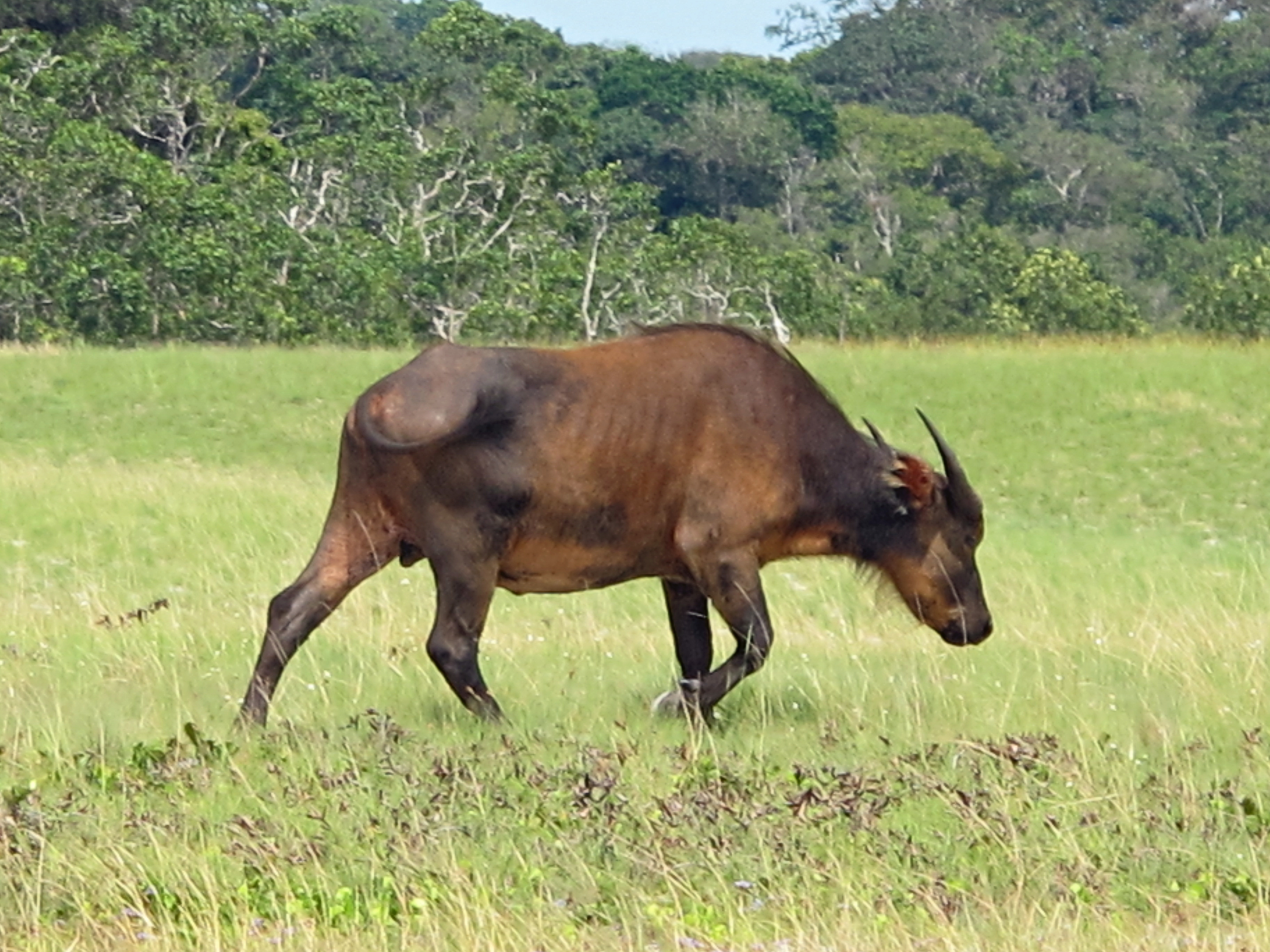
Bufalo di foresta (S. c. nanus)

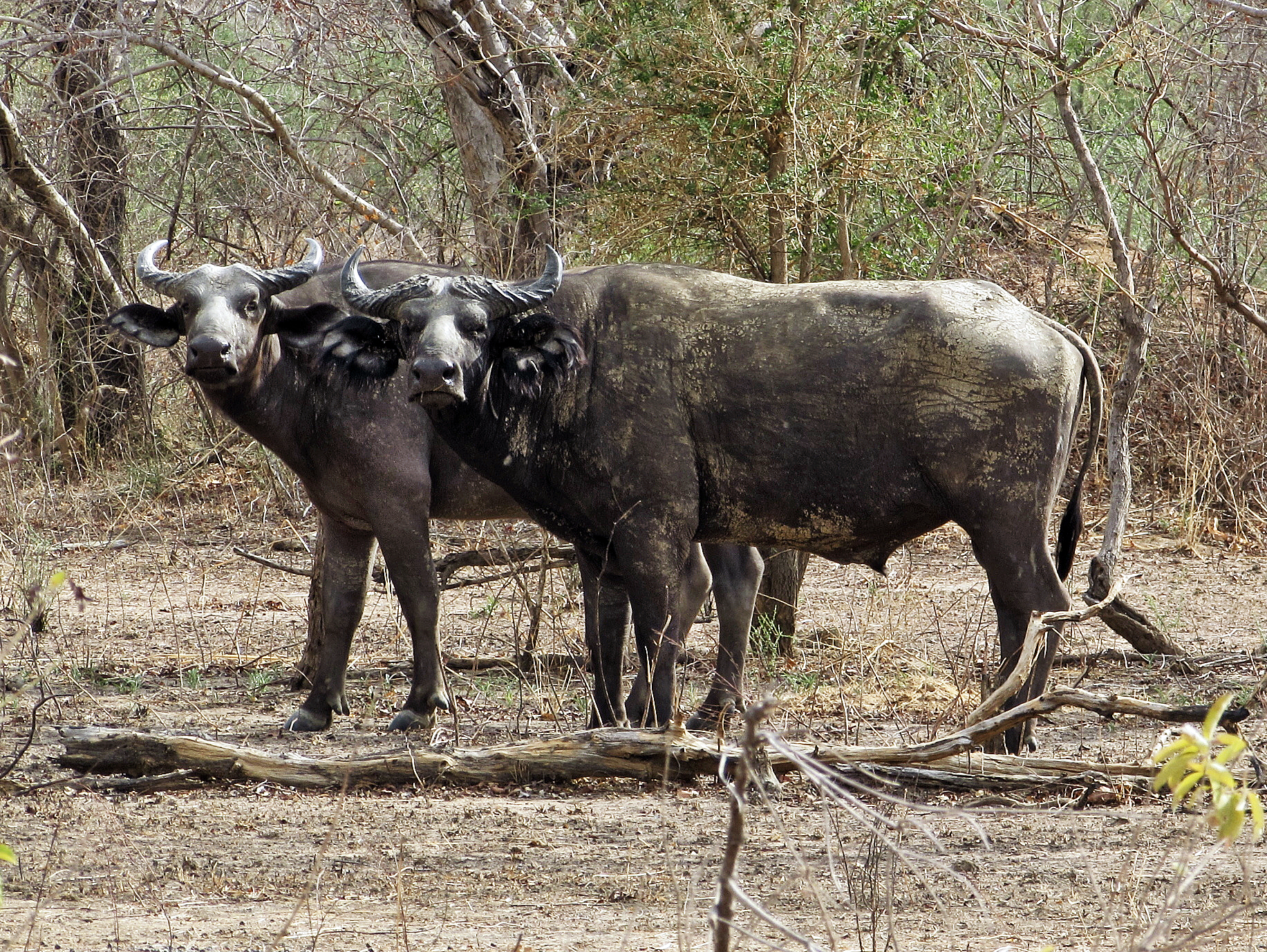
Bufalo del Sudan (S. c. brachyceros)

- Syncerus caffer caffer, il bufalo cafro, anche noto come bufalo del Capo, è la sottospecie nominale nonché la più grande, con i maschi più grandi che possono pesare fino a 910 kg (2.010 libbre). Il peso medio degli esemplari sudafricani è di 753 kg (1.660 libbre).[6] Nel Parco nazionale del Serengeti, otto maschi avevano una media simile di 751 kg (1.656 libbre).[7] Le femmine adulte del Kruger National Park pesavano in media 513 kg (1.131 libbre).[8] Sia in Kenya che in Botswana, il peso medio degli adulti di questa sottospecie è stato stimato a 631 kg (1.391 libbre).[9][10] È presente nell'Africa meridionale ed orientale. I bufali di questa sottospecie che vivono nel sud del continente, sono ben noti per le loro dimensioni e per la loro ferocia. Il colore di questa sottospecie è il più scuro, quasi nero.
- S. c. nanus, il bufalo di foresta africano, anche noto come bufalo nano o bufalo del Congo, è la sottospecie più piccola; l'altezza al garrese è inferiore al 1,20 metri, e il peso medio è di circa 270 kg (600 libbre), circa le dimensioni di una zebra, e da due a tre volte più leggero in massa della sua controparte delle savane.[7][11] Il mantello è di colore rossiccio, con macchie più scure sulla testa, sulle spalle e sulle orecchie. Il bufalo di foresta è comune nelle aree forestali dell'Africa centrale ed occidentale. Questa sottospecie è così diversa dal bufalo cafro che alcuni ricercatori lo considerano ancora una specie separata, S. nanus. Gli ibridi tra il bufalo cafro ed il bufalo di foresta non sono molto rari.
- S. c. il brachyceros, il bufalo del Sudan, è, in termini morfologici, intermedio tra le prime due sottospecie. Vive nell'Africa occidentale, e le sue dimensioni sono relativamente piccole, soprattutto rispetto ad altri bufali trovati in Camerun, che pesano la metà della sottospecie del Capo (i maschi che pesano 600 kg (1.300 libbre) sono considerati molto grandi). Gli adulti hanno un peso medio fino a 400 kg (880 libbre).[12]
- S. c. aequinoctialis, il bufalo del Nilo è limitato alle savane dell'Africa centrale. È simile al bufalo cafro, ma un po' più piccolo e il suo mantello è più chiaro. Questa sottospecie è talvolta considerata sinonimo della sottospecie del Sudan.[13]
- S. c. mathewsi, il bufalo di montagna o bufalo Virunga non è una sottospecie universalmente riconosciuto da tutte le autorità. Vive nelle zone montuose della Repubblica Democratica del Congo, Ruanda e Uganda.[14]

## Distribuzione e habitat
Il bufalo africano è distribuito in gran parte dell'Africa subsahariana, dai paesi affacciati sul Golfo di Guinea al Mozambico e al Sudafrica. Le varie sottospecie coprono anche gli stati del Sudan, Congo, Ruanda ed Uganda. L'habitat del bufalo cafro, come quello di altri bovidi africani, è la savana, mentre le sottospecie S. c. nanus e S. c. mathewsi prediligono le foreste pluviali, dalla fitta vegetazione.